# Turraea pinnata
Turraea pinnata är en tvåhjärtbladig växtart som beskrevs av Johan Baptist Spanoghe. Turraea pinnata ingår i släktet Turraea och familjen Meliaceae. Inga underarter finns listade i Catalogue of Life.